# Garena Speed Drifters
『Garena Speed Drifters』(ガレナ スピードドリフターズ)は、Timi Studio Groupが開発し、Garenaより配信されているスマートフォン向けレースゲーム。日本版は2019年11月14日に『爆走ドリフターズ』という名で配信が開始された。

## 概要
カートでドリフトを決め、勝利を目指すレースゲーム。マリオカートシリーズのようにアイテムを使用してレースをする事もある。
アバター作成が可能であり、パーツの種類も豊富となっている。また、アバターのパーツアイテムやカートは購入のほか、購入するよりも低価格で貸し出したりすることもできる。
スマートフォン向けソーシャルゲームではよくあるスタミナ性は導入されていないため、いつでもレースをする事が可能となっている。
2019年9月30日、「爆走ドリフターズ」の名前で同年冬に日本国内でも運営することが発表された。日本版運営はテンセントゲームズが担当する。

## キャラクター
Citrus
このゲームの案内人。

## 登場マシン
Sクラス
Aクラス
- Scarlet Duke
- Dreadnaught
- Saga
- Black Lightning
- Hunter

Bクラス
- Hornet
- Iron Wolf
- NOBLE
- Dove
- White Phantom
- Big Q
- Cyan Comet
- K24
- Prestige
- Angelwong

Cクラス
- Assembly
- Assassin
- Happon
- Venus
- Challenger
- Sweetheart

Dクラス
- Newhie`s Car